# Diplephippium amphicentrium
Diplephippium amphicentrium är en tvåvingeart som beskrevs av Speiser 1908. Diplephippium amphicentrium ingår i släktet Diplephippium och familjen vapenflugor.
Artens utbredningsområde är Tanzania. Inga underarter finns listade i Catalogue of Life.